# Gonosen no kata
Le Go no sen est un exercice de contre-prises de judo, mais n'est pas considéré comme un kata à proprement parler par le Kōdōkan. Il se décompose en deux séries de six techniques chacune. La première série correspond à des techniques de jambes (ashi waza), la seconde à des techniques de hanches (koshi waza) ou de bras (te waza).
Ce kata est au programme du 4e dan. Il fut également possiblement au programme du 3e dan entre 2010 et 2017. Il peut se présenter de deux manières possibles :
- en statique : dans ce cas, les deux partenaires se replacent face à face pour chaque mouvement et présentent les techniques directement.
- en dynamique : dans ce cas, les deux partenaires sont mobiles et réalisent les techniques dans leurs déplacements.

## Cérémonial
Les deux partenaires se présentent face à face, à une distance de 6 mètres, et effectuent un ritsurei en direction de joseki (juges), puis entre eux.
Ils avancent ensuite d'un pas (environ 1 mètre) pour se retrouver à 4 mètres de distance. Les partenaires avancent l'un vers l'autre, et démarrent l'exercice.
À la fin de l'exercice, les deux partenaires se replacent à 4 mètres de distance, puis effectuent un pas en arrière. Ils se saluent, puis saluent joseki.

## Techniques
| #  | Attaques (Uké)                          | Contres (Tori) |
| -- | --------------------------------------- | --- |
| 1  | O-Soto-Gari à droite                    | Recule jambe droite, vrille le corps de Uke à gauche et O-Soto-Gari |
|    | Points de détails                       | Positions de départ : Jambes droites avancées de Tori et Uke Uke effectue O-Soto-Gari à droite Réaction instantané de Tori : Recule jambe droite, puis vrille le corps de Uke à gauche et effectue O-Soto-Gari sans refaire le balancier de la jambe. Repositionnement : Uke et Tori reprennent leur place initiale respective. |
| 2  | Hiza-Guruma à droite                    | Large esquive en surpassant et Hiza-Guruma |
|    | Points de détails                       | Positions de départ : Jambes gauches avancées de Tori et Uke Uke effectue Hiza-Guruma Réaction instantané de Tori : La jambe gauche se décale pour pousser la jambe gauche de Uke puis large esquive en surpassant la jambe gauche de Uke avec la jambe droite en tournant à droite et effectue Hiza-Guruma Repositionnement : Uke et Tori échangent leur place initiale respective. |
| 3  | O-Uchi-Gari à droite                    | Tori contrôle par l'action de ses bras qui tassent Uke vers le bas en abaissant le centre de gravité et en remontant il exécute Okuri-Ashi-Barai (quand Uke "sort") |
|    | Points de détails                       | Positions de départ : Jambes gauches avancées de Tori et Uke Uke effectue O-Uchi-Gari Réaction instantané de Tori : Blocage de Uke entre en tournant les hanches vers la droite et en tassant un peu sur l'avant tout en avançant la jambe droite et Okuri-Ashi-Barai. Repositionnement : Uke et Tori reprennent leur place initiale respective. |
| 4  | De-Ashi-Barai à droite                  | Esquive avec le bas de jambe et Tsubame-Gaeshi |
|    | Points de détails                       | Positions de départ : Jambes droites avancées de Tori et Uke Uke effectue De-Ashi-Barai Réaction instantané de Tori : Esquive en reculant et levant le pied et Tsubame-Gaeshi. Repositionnement : Uke et Tori reprennent leur place initiale respective. |
| 5  | Ko-Soto-Gake à droite                   | Blocage avec l'avant-bras sur la poitrine et avancée de la hanche droite, Tai-Sabaki et Tai-Otoshi |
|    | Points de détails                       | Positions de départ : Jambes droites avancées de Tori et Uke Uke effectue Ko-Soto-Gake Réaction instantané de Tori : Blocage avec l'avant bras sur la poitrine et avancé de la hanche droite, Tai-Sabaki en reculant la jambe gauche et Tai-Otoshi. Repositionnement : Uke et Tori échangent leur place initiale respective. |
| 6  | Ko-Uchi-Gari à droite                   | Avancée de la jambe gauche et Sasae-Tsuri-Komi-Ashi avec la jambe droite |
|    | Points de détails                       | Positions de départ : Jambes droites avancées de Tori et Uke Uke effectue Ko-Uchi-Gari Réaction instantané de Tori : Blocage avec l'avant bras sur la poitrine et avancé de la hanche droite, petite avancée de la jambe gauche et Sasae-Tsuri-Komi-Ashi à gauche. Repositionnement : Uke et Tori échangent leur place initiale respective. |
| 7  | Kubi-Nage                               | Jigo-Tai et Ushiro-Goshi |
|    | Points de détails                       | Positions de départ : Pas de jambe avancée Uke effectue Kubi-Nage directe Réaction instantané de Tori : Blocage en Jigo-Tai puis basculer Uke sur Tori en Ushiro-Goshi en reculant la jambe gauche. Repositionnement : Uke et Tori reprennent leur place initiale respective. |
| 8  | Koshi-Guruma en cercle (ancienne forme) | Blocage avec la main dans les reins, surpasser et Uki-Goshi |
|    | Points de détails                       | Positions de départ : Pas de jambe avancée Uke effectue Koshi-Guruma en cercle (ancienne forme) Réaction instantané de Tori : Bloquer la hanche droite d'Uke avec le bras gauche puis passer la jambe gauche devant Uke entre ses jambes et Uki-Goshi. Repositionnement : Uke et Tori reprennent leur place initiale respective. |
| 9  | Hane-Goshi de face                      | Blocage en avançant la hanche et Sasae-Tsuri-Komi-Ashi (Sur sortie de Uke) |
|    | Points de détails                       | Positions de départ : Pas de jambe avancée Uke effectue Hane-Goshi de face Réaction instantané de Tori : Avancer la hanche et la jambe gauche puis Sasae-Tsuri-Komi-Ashi en reculant la hanche droite. Repositionnement : Uke et Tori échangent leur place initiale respective. |
| 10 | Harai-Goshi                             | Jigo-Tai et Utsuri-Goshi |
|    | Points de détails                       | Positions de départ : Pas de jambe avancée Uke effectue Harai-Goshi Réaction instantané de Tori : Avancer la gauche en avançant se décalant légèrement sur la droite en fléchissant les jambes puis Utsuri-Goshi. Repositionnement : Uke et Tori reprennent leur place initiale respective. |
| 11 | Uchi-Mata                               | Jigo-Tai puis engager le bras droit et Sukui-Nage (Te-Guruma en engageant le droit bras par devant) |
|    | Points de détails                       | Positions de départ : Pas de jambe avancée Uke effectue Uchi-Mata Réaction instantané de Tori : Jigo-Tai, engager le bras droit entre les jambes de Uke puis lever Uke de profil, amener Uke dans le dos et sortir la hanche droite pour effectuer Sukui-Nage sans se déplacer. Repositionnement : Uke et Tori reprennent leur place initiale respective. |
| 12 | Ippon-Seoi-Nage                         | Prise d'appui avec le bras gauche dans le dos de Uke, large surpassement, arriver directement sur le pied gauche et Sumi-Gaeshi |
|    | Points de détails                       | Positions de départ : Pas de jambe avancée Uke effectue Ippon-Seoi-Nage Réaction instantané de Tori : Glisser le bras le gauche comme pour placer Ippon-Seoi-Nage à gauche sans lacher la manche pour venir appuyer le coude gauche sur la hanche droite de Uke en se chargeant dessus puis jeter la jambe droite de manière à arriver directement sur le pied gauche face à Uke et Sumi-Gaeshi. Uke effectue une chute avant relevée. Repositionnement : Uke et Tori reprennent leur place initiale respective. |

## Vidéos de démonstration
- Gonosen en passage de grade 4e dan Nouvelle réglementation concernant le choix des katas depuis 2010.
- Gonosen (démonstration) 1
- Gonosen (démonstration) 2